# Coppa del Re 2005 (hockey su pista)
La Coppa del Re 2005 è stata la 62ª edizione della principale coppa nazionale spagnola di hockey su pista. La competizione ha avuto luogo con la formula della final eight dall'11 al 13 marzo 2005 presso il Pavelló Olímpic di Reus.
Il trofeo è stato conquistato dal Barcellona per la sedicesima volta nella sua storia superando in finale il Vic.

## Squadre partecipanti
Le squadre qualificate sono le prime otto classificate al termine del girone di andata dell'OK Liga 2005-2006.
| Club          | Qualificazione                             |
| ------------- | ------------------------------------------ |
| Barcellona    | 1º posto nel girone di andata dell'Ok Liga |
| Reus Deportiu | 2º posto nel girone di andata dell'Ok Liga |
| Vic           | 3º posto nel girone di andata dell'Ok Liga |
| Lloret        | 4º posto nel girone di andata dell'Ok Liga |
| Vilanova      | 5º posto nel girone di andata dell'Ok Liga |
| Noia          | 6º posto nel girone di andata dell'Ok Liga |
| PAS Alcoy     | 7º posto nel girone di andata dell'Ok Liga |
| Igualada      | 8º posto nel girone di andata dell'Ok Liga |

## Risultati

### Quarti di finale
| Squadra 1     | Risultato | Squadra 2 |
| ------------- | --------- | --------- |
| 11 marzo 2005 |           |           |
| Barcellona    | 6 - 3     | Igualada  |
| Lloret        | 4 - 2     | Vilanova  |
| Vic           | 3 - 0     | Noia      |
| Reus Deportiu | 8 - 3     | PAS Alcoy |

### Semifinali
| Squadra 1     | Risultato | Squadra 2 |
| ------------- | --------- | --------- |
| 12 marzo 2005 |           |           |
| Barcellona    | 4 - 3     | Lloret    |
| Reus Deportiu | 3 - 4     | Vic       |

### Finale
| Reus 13 marzo 2005 | Barcellona | 2 – 0 | Vic | Pavelló Olímpic |